# Kleine tovenaar
Kleine tovenaar is een single uit 1969 van Patricia Paay, toen nog zingend onder haar voornaam Patricia. Het nummer verscheen dit jaar ook op haar album Portret van Patricia.
De A-kant werd geschreven door Joop Portengen en John Möring. Beide schreven eerder nummers voor haar en andere Nederlandstalige artiesten, zoals Portengen voor Imca Marina (Harlekino, 1964) en de Vlaamse zangeres Samantha (Nachten van Parijs, 1973, en Ibiza, 1974). Möring stond dicht bij het vuur als producer en in andere functies bij de platenmaatschappij Bovema waar Imperial een label van was; hij schreef ook voor Engelstalige artiesten als The Cats.
Op de B-kant staat het nummer Jij waarmee ze deelnam aan het Nationale Songfestival van 1969. Dit lied is geschreven door Möring. Ze eindigde op een gedeelde vijfde plaats. De winnaar was Lenny Kuhr die met De troubadour later ook het Eurovisiesongfestival van 1969 won.